# 죄와벌 (힙합 크루)
죄와벌은 대한민국의 래퍼 뉴챔프가 2016년에 결성한 대한민국의 힙합 크루이다.
크루의 이름은 표도르 도스토옙스키의 소설인 '죄와 벌'에서 따왔다.
결성된지 얼마 되지 않음에도 불구하고 구성원 개개인의 뛰어난 실력과 독특한 스타일로 인해 한국 언더그라운드 힙합씬을 대표하는 크루 중 하나로 자리잡게 되었다.

## 구성원
- 뉴챔프
- Feless
- Chillin Ovatime
- Luka
- Hecop
- Itownkid

## 단체곡
- 니가 내 여자였으면 해 나는 정말로
- 민트마스크를 쓰고
- 추리닝 좀비 모드